# ボブ・ロック
ボブ・ロック（Bob Rock、1954年4月19日 - ）は、カナダの音楽プロデューサー、レコーディング・エンジニア、ミュージシャン。2007年にカナダ音楽の殿堂 (Canadian Music Hall of Fame) 入りを果たした。

## 来歴
マニトバ州ウィニペグで生まれ、ブリティッシュコロンビア州ラングフォードで育つ。高校卒業後、友人のポール・ハイドと共にイギリスへ渡り、帰国後の1976年よりバンクーバーのリトル・マウンテン・スタジオでアシスタントとして働くようになる。そして、ブルース・フェアバーンの依頼により、プリズムの作品でレコーディング・エンジニアを務めた。また、ポール・ハイドらと結成したPayola$ではギタリストとして活動し、1979年にA&Mレコードとの契約を得る。
1980年代に入るとラヴァーボーイ等の作品でエンジニアを務め、1982年にはラヴァーボーイのヒット曲「When It’s Over」でジュノー賞最優秀レコーディング・エンジニア賞を受賞した。1983年には、Payola$のメンバーとしての活動でジュノー賞の最優秀新人賞（グループ部門）、最優秀作曲賞、最優秀レコーディング・エンジニア賞を受賞した。1987年には、ポール・ハイドと共にロック・アンド・ハイド名義のアルバム『Under the Volcano』を発表。
やがて、音楽プロデューサーとして多数のヒット・アルバムを手がけるようになる。特に、メタリカのアルバム『メタリカ』は、アメリカだけで1,500万枚を超える売り上げになった。
1993年に、一時的にミュージシャンに戻って、Payola$のドラマー、クリス・テイラーとロックヘッドというバンドを結成、1作のアルバムと2作のシングルを発表するが、短期間で解散している。また、ジェイソン・ニューステッド脱退後のメタリカで一時的にベーシストを務め、アルバム『セイント・アンガー』のレコーディングに加えて、一部のシークレット・ギグにも参加した。
2007年、マネージャーが同じという縁でマイケル・ブーブレの曲「エヴリシング」をプロデュースし、以後もブーブレとの共同作業を続ける。

## ディスコグラフィ

### エンジニア
- Prism - Armageddon (1979)
- サバイバー - サバイバー Survivor (1979)
- Prism - Young and Restless (1980)
- ラヴァーボーイ - Loverboy (1980)
- ラヴァーボーイ - Get Lucky (1981)
- Strange Advance - Worlds Away (1982)
- Payolas - No Stranger to Danger (1982)
- ラヴァーボーイ - Keep it Up (1983)
- Payolas - Hammer on a Drum (1983)
- クロークス - ブリッツ The Blitz (1984)
- チリワック - Look in, Look Out (1984)
- Honeymoon Suite - The Big Prize (1985)
- Paul Hyde and the Payolas - Here's the World for Ya (1985)
- Northern Lights - Tears are Not Enough (1985)
- Black 'N Blue - Without Love (1985)
- Paul Janz - Electricity (1986)
- ボン・ジョヴィ - ワイルド・イン・ザ・ストリーツ Slippery When Wet (1986)
- Rock and Hyde - Under the Volcano (1987)
- ラヴァーボーイ - ワイルドサイド Wildside (1987)
- エアロスミス - パーマネント・ヴァケイション Permanent Vacation (1987)
- ボン・ジョヴィ - ニュージャージー New Jersey (1988)
- Paul Dean - Hard Core (1989)

### プロデューサー
- Young Canadians - Hawaii (EP) (1979)
- The Subhumans - Death Was Too Kind (EP) (1979)
- Payolas - In a Place Like This (1981)
- Rock and Hyde - Under the Volcano (1987)
- キングダム・カム - キングダム・カム Kingdom Come (1988)
- コリン・ジェイムス Colin James Colin James (1988)
- ザ・カルト - ソニック・テンプル Sonic Temple (1989)
- ブルー・マーダー - ブルー・マーダー Blue Murder (1989)
- モトリー・クルー - ドクター・フィールグッド Dr. Feelgood (1989)
- Little Caesar - Little Caesar (1990)
- エレクトリック・ボーイズ - ファンク-O-メタル・カーペット・ライド Funk 'o Metal Carpet Ride (1990)
- デイヴィッド・リー・ロス - ア・リトル・エイント・イナフ A Little Ain't Enough (1991)
- シェール - ラヴ・ハーツ Love Hurts (1991)
- メタリカ - メタリカ Metallica (1991)
- モトリー・クルー - デケイド・オブ・デカダンス Decade of Decadence (新曲) (1991)
- ボン・ジョヴィ - キープ・ザ・フェイス Keep the Faith (1992)
- Rockhead - Rockhead (1992)
- クワイアボーイズ - ビター・スイート・アンド・ツイステッド Bitter Sweet and Twisted (1993)
- モトリー・クルー - モトリー・クルー Motley Crue (1994)
- ザ・カルト - ザ・カルト The Cult (1994)
- スキッド・ロウ - サブヒューマン・レース Subhuman Race (1995)
- メタリカ - ロード Load (1996)
- メタリカ - リロード ReLoad (1997)
- ヴェルーカ・ソルト - エイト・アームズ・トゥ・ホールド・ユー Eight Arms to Hold You (1997)
- メタリカ - ガレージ・インク Garage Inc. (Disc 1) (1998)
- ブライアン・アダムス - デイ・ライク・トゥデイ On a Day Like Today (1998)
- モトリー・クルー - グレイテスト・ヒッツ Greatest Hits (新曲) (1998)
- タル・バックマン -  タル・バックマン Tal Bachman (1999)
- メタリカ - S&M S&M (1999)
- モファッツ - Submodalities (2000)
- ニーナ・ゴードン - トゥナイト・アンド・ザ・レスト・オブ・マイ・ライフ Tonight and the Rest of My Life (2000)
- Paul Hyde - Living Off the Radar (2000)
- アメリカン・ハイファイ - アメリカン・ハイファイ American Hi-Fi (2001)
- ザ・カルト - Beyond Good and Evil (2001)
- アワ・レディ・ピース - グラヴィティ Gravity (2002)
- アンダース・ゴート - ヘンプ・カルテット・イン・ブラック Hemp Quartet in Black (2002)
- トニック - Head on Straight (2003)
- メタリカ - セイント・アンガー St. Anger (2003)
- Tea Party - Seven Circles (2004)
- シンプル・プラン - スティル・ノット・ゲッティング・エニイ Still Not Getting Any... (2004)
- アワ・レディ・ピース - グラヴィティ - Healthy in Paranoid Times (2005)
- ニーナ・ゴードン - ブリーディング・ハート・グラフィティ Bleeding Heart Graffiti (2006)
- ロストプロフェッツ - リベレイション・トランスミッション Liberation Transmission (2006)
- ジョーン・ジェット & ザ・ブラックハーツ - シナー Sinner (2006)
- The Tragically Hip - World Container (2006)
- Payola$ - Langford Part 1 (2007)
- マイケル・ブーブレ - Call Me Irresponsible (2007)
- Gavin Rossdale - Wanderlust　(2008)
- オフスプリング - Rise and Fall, Rage and Grace (2008)
- The Sessions (band) - The Sessions Is Listed As In A Relationship (2008)
- D.O.A - Northern Avenger (2008)
- Lostprophets - Lostprophets' untitled fourth studio album John Feldmann/Bob Rock (2008)
- 311 - Uplifter (2009)
- マイケル・ブーブレ - Crazy Love (2009)
- マイケル・ブーブレ - クリスマス Christmas (2011)
- オフスプリング - Days Go By (2012)
- ネリー・ファータド - The Spirit Indestructible (2012)
- マイケル・ブーブレ - To Be Loved (2013)